# Low-Profit-Investition
Low-Profit-Investitionen (LPI) sind realwirtschaftliche Investitionen, die nur eine geringe Rendite versprechen, in etwa 0–3 % pro Jahr. Unternehmen können mit LPI ein zusätzliches CSR-Potenzial erschließen und so zu einer zeitgerechten Umsetzung der UN-Nachhaltigkeitsziele (SDG) beitragen. Voraussetzung dafür sind bestimmte geld- und fiskalpolitische Maßnahmen, um günstige Rahmenbedingungen für LPI zu schaffen.

## Historischer Ausgangspunkt
Zur Zeit der Finanzkrise 2008/09 entstanden in den USA die ersten Low-profit limited liability companies (L3C). L3C ist eine Low-Profit-Organisation, die in Verbindung mit einem sozialen Zweck eine moderate Rendite erwirtschaftet und diese an die Eigentümer ausschüttet. Der Begriff LPI ist allgemeiner und kann als Überbegriff dienen. Er umfasst alle Unternehmungen, die auf Low-Profit basieren. So ist z. B. eine Low-Profit-Organisation immer auch eine LPI, denn wenn sich ein Investor an einer solchen beteiligt, dann ist dies für ihn ein Low-Profit-Investment.

## Klassische Finanzwirtschaft
Nach klassischer Lehrmeinung setzt sich die erwartete Rendite einer realwirtschaftlichen Investition ex ante aus dem risikofreien Zinssatz und einer positiven Risikoprämie zusammen, die das investitionsspezifische Risiko abdeckt. Der risikofreie Zinssatz wird durch einen Interbankenzins repräsentiert, international durch den Libor (London Interbank Offered Rate) und in der Eurozone durch der Euribor. Die Höhe der Risikoprämie wird je nach Unternehmen und Branche zwischen 3 % und 6 % und Jahr veranschlagt. Die klassische Sichtweise erscheint zunächst sehr plausibel, wonach ein Unternehmen sowohl den risikofreien Zinssatz (Libor, Euribor) als auch das Risiko einer Investition erwirtschaften muss, um für Investoren attraktiv und für Banken kreditwürdig zu sein.

## Nullzinspolitik
Bei einer Nullzinspolitik ist der Leitzins der Zentralbank Null und damit auch der risikofreie Referenzzinssatz (Libor, Euribor). Auch wenn der Referenzzinssatz Null ist, müssen Unternehmen Renditen von 3–6 % und Jahr erwirtschaften, um entsprechende Marktrisiken abzudecken. Angesichts der aktuellen Konjunkturschwäche ist allerdings fraglich, ob Unternehmen künftig in der Lage sind, Renditen von 3–6 % und Jahr zu generieren und ob dies mit einer nachhaltigen Wirtschaftsentwicklung vereinbar ist.

## Ganzheitlicher Zugang
Low-Profit ist ein interdisziplinäres Forschungsfeld und bildet die Schnittmenge aus verschiedenen Wissenschaften. Dazu gehört neben der Finanzwirtschaft als tragende Säule auch die Geldpolitik der Zentralbank, die Finanzwissenschaft, insbesondere die Fiskal- und Förderpolitik, des Weiteren das öffentliche Recht, insbesondere das Verwaltungsrecht, das Steuer- und Subventionsrecht, das EU-Beihilfenrecht sowie der Datenschutz.

### Öffentliches Recht
Öffentliches Recht kommt dort zur Geltung, wo es um staatliche Regulierung geht. Dabei geht es in erster Linie nicht um klassische Regulierung mit Verboten und imperativen Maßnahmen, sondern um neue Formen der Kooperation und Kollaboration zwischen Staat und Unternehmen, die auf Low-Profit-Basis operieren. In der Praxis werden Subventionen nach verwaltungsrechtlichen Vorschriften und Richtlinien vergeben. Es sollte künftig verstärkt darum gehen, die Vergabe an strenge soziale und ökologische Standards zu knüpfen.
Staatliche Förderung von LPI ist dort legitim, wo öffentliche Leistungen erbracht werden, die dem Gemeinwohl dienen. Das sind Bereiche und Branchen, die nur geringe Erträge aber dafür einen sozialen und ökologischen Mehrwert erbringen (Sozialrendite), z. B. ökologische Landwirtschaft, erneuerbare Energien, Recycling u. a. Die Förderung von sozial und ökologisch nachhaltigen LPI kann also in gleicher Weise legitimiert werden wie z. B. die Umweltförderung, die Regionalförderung oder die Wohnbauförderung.

### Finanzierung
Die Finanzierung von LPI setzt voraus, dass Investoren ihre Renditeerwartungen zurücknehmen und den Unternehmen günstig Eigenkapital zur Verfügung stellen. Ebenso braucht es zinsgünstige Bankkredite, damit Unternehmen günstig Fremdkapital erhalten. Da private Investoren von sich aus nicht bereit sind, bei realwirtschaftlichen Investition auf eine angemessene Risikoprämie zu verzichten und Banken nicht so ohne Weiteres zinsgünstige Kredite vergeben können, braucht es ganz neue geld- und fiskalpolitische Rahmenbedingungen, damit Unternehmen auf Low-Profit-Basis wirtschaften können.

## Rahmenbedingungen
Es gibt grundsätzlich zwei Strategien, um günstige Rahmenbedingungen für LPI zu schaffen. Dabei spielen Zentralbank und Staat eine ganz unterschiedliche Rolle. Bei der ersten Strategie verfolgt die Zentralbank eine Negativzinspolitik, bei der Zweiten verhält sich die Zentralbank geldpolitisch neutral und der Staat betreibt eine aktive Wirtschafts- und Fiskalpolitik. Beide Strategien führen zum selben Ergebnis: Unternehmen erhalten günstig Eigen- und Fremdkapital, um LPI finanzieren zu können.

### Negativzinspolitik der Zentralbank
Negativzinspolitik geht auf einen Vorschlag des amerikanischen Ökonomen Kenneth S. Rogoff im Jahr 2014 zurück, in einer Konjunkturkrise den Leitzins der Zentralbank auf −3 % bis −5 % abzusenken. Diese Maßnahme zielt darauf ab, dass sich Unternehmen bei reduzierter Leistungsfähigkeit mit geringen Kapitalkosten refinanzieren können. Angesichts negativer Zinsen sind Investoren und Banken bereit, den Unternehmen günstig Eigen- und Fremdkapital zur Verfügung zu stellen. Kleinsparer sollten hingegen für entgangene Zinserträge entschädigt werden, etwa durch staatlich gefördertes Sparen (Sparzulage).

### Fiskalpolitische Maßnahmen
Die Zentralbank kehrt zur geldpolitischen Neutralität zurück und kann den Leitzins nach eigenem Ermessen wieder erhöhen, z. B. auf 1–2 % und Jahr. Gleichzeitig führt der Staat eine spezielle Vermögensteuer auf sichere Geldanlagen ein (Tages- und Festgeldkonten, Staatsanleihen u. a.). Aufgrund eines großzügigen Steuerfreibetrages erhalten Kleinsparer einen positiven Zinsertrag. Großanleger hingegen, die über den Freibetrag hinaus risikofrei anlegen, sind steuerpflichtig und haben Vermögensteuern zu entrichten. Denkbar wäre eine einheitliche, EU-weite Vermögensteuer von 3–5 % und Jahr. Wenn sichere Geldanlagen höher besteuert werden, dann korrigieren Investoren ihre Renditeerwartungen bei realwirtschaftlichen, risikobehafteten Investitionen „nach unten“ und stellen den Unternehmen günstig Eigenkapital zur Verfügung.
Die Finanzierung mit Fremdkapital erfolgt mit zinsfreien oder zinsgünstigen Förderkrediten. Das kann ein normaler Bankkredit sein, bei dem der Staat einen Zuschuss gewährt, um die Zinskosten zu senken. Förderkredite sind an eine CSR-Nachhaltigkeitsberichterstattung und an strenge nationale und internationale Nachhaltigkeitsindikatoren zu knüpfen. Dazu gehören die Sustainable Development Goals (SDG), der UN Global Compact, die UN-Leitprinzipien für Wirtschaft und Menschenrechte, die ILO Kernarbeitsnormen, ISO 26000 und andere nationale und internationale Normen und Regelwerke.

### Leverage deckeln
Die Vergabe staatlicher Fördergelder an gewinnorientierte Unternehmen (Kapitalgesellschaften) ist an zusätzliche Auflagen und Restriktionen zu knüpfen. Dazu gehört die Deckelung der Managergehälter und des finanziellen Leverage bei den begünstigten Unternehmen. So fordert z. B. das UN-Umweltprogramm (UNEP) 2015 die Beschränkung des Leverage im Zusammenhang mit Corporate Redesign und einer Inclusive-Green Economy. Mit dieser Maßnahme soll verhindert werden, dass gewinnorientierte Unternehmen zinsgünstige Darlehen erhalten, infolge dessen einen hohen Leverage erzielen und der Staat auf diese Weise privatwirtschaftliche Gewinne und Renditen subventioniert.

## Fazit
Aus finanzwirtschaftlicher Sicht sind beide Strategien gleichwertig, da beide denselben Effekt auf die Renditeerwartung der Investoren und die Kreditvergabe der Banken haben. Beide Strategien setzen allerdings voraus, Banknoten (Papiergeld) abzuschaffen und Bargeld weitgehend zu digitalisieren, um die Flucht ins Bargeld zu verhindern (Rogoff 2016). In beiden Strategien erhalten Kleinsparer einen positiven Zinsertrag. Beide Strategien ermöglichen langfristig günstige Finanzierungsbedingungen für Unternehmen und transformieren die Wirtschaft in einer Konjunkturkrise in eine anhaltend stabile Low-Profit-Phase.